# Cecília Meireles
Benevides de Carvalho Meireles est un nom portugais ; le premier nom de famille (d'usage facultatif) est Benevides de Carvalho et le second est Meireles.
Cecília Benevides de Carvalho Meireles (Rio de Janeiro, 7 novembre 1901 — Rio de Janeiro, 9 novembre 1964) est une poétesse, professeur et journaliste brésilienne. Elle est considérée comme l'une des poétesses les plus importantes de la langue portugaise et l'un des grands noms du modernisme brésilien.

## Biographie
Cecília Meireles est née le 7 novembre 1901 dans le quartier de Tijuca, à Rio de Janeiro (Brésil). Elle est la fille du fonctionnaire Carlos Alberto de Carvalho Meireles et de la professeur Matilde Benavides Meireles. Cecília Meireles est élevée par sa grand-mère maternelle Jacinta García Benavides en raison du décès de ses parents alors qu'elle est encore très jeune. Elle commence à écrire de la poésie dès l'âge de 9 ans. 
En 1919, âgée de 18 ans, Cecília Meireles publie son premier recueil de poésie, Espectros. Entre 1919 et 1927, elle écrit pour les magazines Arvore Nova et Terra do Sol.
En 1922, elle se marie avec l'artiste plasticien portugais Fernando Correia Dias, avec qui elle aura trois filles, Maria Elvira, Maria Matilde et Maria Fernanda. La plus connue d'entre elles est Maria Fernanda Meireles Correia Dias, qui deviendra actrice.
En 1935, Fernando Correia Dias se suicide à la suite d'une dépression. Cecília Meireles se marie à nouveau en 1940 au professeur et ingénieur agronome Heitor Vinícius Da Silveira Grilo.
Cecília Meireles se distingue par ses nombreuses publications relatives à l'éducation. Elle écrit également de nombreux poèmes pour enfants. En 1934, elle crée la première bibliothèque pour enfants du Brésil. 
Elle participe à la fin des années 1930 à plusieurs conférences sur la littérature brésilienne au Portugal. Durant cette même période, elle participe activement à la rédaction du journal A Manhã et du magazine Observador Econômico. 
En 1940, elle donne des cours de littérature et culture brésilienne à l'Université du Texas à Austin (États-Unis). Cecília Meireles voyage beaucoup en Amérique dans les années 1940, notamment aux États-Unis, en Uruguay, au Mexique, en Argentine et au Chili. En 1953, elle participe à un colloque sur l’œuvre de Gandhi à Goa (Inde). Elle apprend le sanskrit et le hindi et obtient le titre de Docteur honoris causa pour ses traductions des livres de Rabindranath Tagore. Elle traduit également plusieurs œuvres de Federico García Lorca, Virginia Woolf, Alexandre Pouchkine et Rainer Maria Rilke, entre autres.
L'œuvre de Cecília Meireles est influencée par de nombreux mouvements littéraires mais est tout de même considérée comme étant très personnelle.
Cecília Meireles meurt d'un cancer le 9 novembre 1964 à Rio de Janeiro, à l'âge de 63 ans.

## Hommages et distinctions
- Prix de Poésie de l'Académie brésilienne des lettres (1938)
- Docteur honoris causa de l'Université de Delhi
- Ordre honorifique du Chili (1952)
- Prêmio Machado de Assis (1965)

## Œuvres
- Espectros, 1919
- Criança, meu amor, 1923
- Nunca mais, 1923
- Poema dos poemas, 1923
- Baladas para El-Rei, 1925
- O Espírito vitorioso, 1929
- Saudação à menina de Portugal, 1930
- Batuque, samba e macumba, 1933
- A festa das letras, 1937
- Viagem, 1939
- Vaga música, 1942
- Poetas novos de Portugal, 1944
- Mar absoluto, 1945
- Rute e Alberto, 1945
- Rui — Pequena história de uma grande vida, 1948
- Retrato natural, 1949
- Problemas de literatura infantil, 1950
- Amor em Leonoreta, 1952
- Doze noturnos de Holanda e o Aeronauta, 1952
- Romanceiro da Inconfidência, 1953
- Poemas escritos na Índia, 1953
- Batuque, 1953
- Pequeno oratório de Santa Clara, 1955
- Pistoia, Cemitério militar brasileiro, 1955
- Panorama folclórico dos Açores, 1955
- Canções, 1956
- Giroflê, Giroflá, 1956
- Romance de Santa Cecília, 1957
- A Bíblia na literatura brasileira, 1957
- A Rosa, 1957
- Obra poética,1958
- Metal Rosicler, 1960
- Poemas de Israel, 1963
- Antologia poética, 1963
- Solombra, 1963
- Ou isto ou aquilo, 1964
- Escolha o seu sonho, 1964

### Traductions françaises
- Poésie, trad. G Slesinger Tygel, Seghers, 1967.
- Grandes voix de la poésie brésilienne du XXe siècle : florilège bilingue, trad. J-P Rousseau, Editions Convivium Lusophone, 2005.
- Douze nocturnes de Hollande, trad. Ph Billé, Editions du Silence, 2022.